# Sarenza
Sarenza è una società francese di commercio online, specializzata nella vendita di calzature ed accessori, con sede a Parigi.

## Storia
Fondata nel 2005 da Francis Lelong, Yoan Le Berrigaud e Frank Zayan, la società è oggi diretta dai suoi due maggiori azionisti: Stéphane Treppoz ed Hélène Boulet-Supau ed impiega più di 180 persone nel 2013.
La società si è sviluppata in Francia, prima di espandersi in Europa a partire dal 2009.
Sarenza consegna, nel 2012, in 25 Paesi d'Europa e, per alcuni di questi, ha aperto dei siti specifici.
Nel settembre 2005, il lancio della versione francese del sito aziendale. La società si sviluppa grazie a due raccolte di capitali per un totale di 6 milioni di euro e si prefigge di lanciare all'estero a breve termine.
La società viene ristrutturata nel marzo 2007, i tre co-fondatori lasciano la società. Stéphane Treppoz si insedia alla Presidenza di Sarenza e Hélène Boulet-Supau ne diventa la Direttrice Generale. I due investono tre milioni di euro per sviluppare la società e consentirne la crescita sul mercato: un nuovo magazzino automatizzato alle porte di Parigi e l'internalizzazione del servizio clienti e del servizio tecnico. Un anno e mezzo dopo il cambiamento di direzione, la società è ormai redditizia.
Un nuovo investimento di tre milioni di euro ha luogo, nell'aprile 2009, per finanziare lo sviluppo internazionale della società. I due terzi della somma sono versati da Stéphane Treppoz ed Hélène Boulet-Supau.
Nel dicembre 2011, Treppoz e Boulet-Supau acquisiscono la direzione di Sarenza. Al termine dell'operazione, il gruppo direzionale controlla più dell'80% del capitale aziendale.
Ad inizio 2012, Sarenza entra nella Top 15 dei siti di e-commerce più visitati in Francia pubblicata dalla FEVAD (Federazione dell'e-commerce e della vendita a distanza)  con 3,8 milioni di visitatori unici al mese in media durante il primo trimestre 2012.
Nel dicembre 2010 vengono aperti in italiano e tedesco e nel primo trimestre del 2011 in spagnolo e nei Paesi Bassi, nel marzo 2012 il sito polacco e del sito europeo che permette di consegnare in numerosi Paesi dell'est e del nord Europa.
Nel 2010 viene raggiunto un giro d'affari di 80 milioni di euro, ossia quattro volte superiore al 2008 e 20 volte superiore al 2006.
La sede ed il personale di Sarenza sono basati nel centro di Parigi. Tutti gli ordini con destinazione Francia ed Europa vengono spediti dal magazzino situato a Beauvais, gestito da una ditta esterna.
La ditta è organizzatrice del « campionato nazionale di corsa sui tacchi » a squadre, tenutosi per la prima volta nel 2008: 32 squadre, ognuna composta da 3 ragazze munite di scarpe con un tacco di minimo 8 cm, competono in una staffetta di 3x60 metri per vincere 3 000€ in scarpe. Quattro edizioni hanno avuto luogo in Francia dal 2008.